# Slade School of Fine Art
La Slade School of Fine Art, más conocida como The Slade, es una escuela de Bellas Artes creada en 1871 y asociada al University College London (UCL).
En 2013, el periódico británico The Guardian la calificó como la mejor escuela de arte del Reino Unido (el mismo periódico la había calificada como la segunda mejor, después de Oxford, el año anterior.).
Fue creada en 1871, con una dotación del filántropo y coleccionista de arte Felix Slade como una de  las tres cátedras establecidas por él en 1868, siendo su primer catedrático sir Edward Poynter, futuro presidente de la Royal Society. Desde el primer momento la institución admitió a mujeres. Entre sus primeras alumnas figuran la ilustradora Kate Greenaway y la pintora prerrafaelista Evelyn De Morgan. En las dos décadas que van desde 1895 hasta el estallido de la Primera Guerra Mundial, sus alumnos incluyeron figuras relevantes de las Artes británicas como Paul Nash, Ben Nicholson, Duncan Grant, Wyndham Lewis, Augustus John y Stanley Spencer, entre otros.

## Profesores
Entre los catedráticos y demás profesores de la Escuela se encuentran los siguientes:
- Michael Andrews[5]
- Frank Auerbach[5]
- Fred Brown - catedrático de 1892 a 1917[6]
- Bernard Cohen[5]
- William Coldstream - catedrático de 1949 a 1975[7]
- Thorold Dickinson[5]
- George Frampton[6]
- Lucian Freud[7]
- Roger Fry[8]
- Patrick George - catedrático de 1985 a 1988[9]
- Ernst Gombrich[7]
- Alphonse Legros - catedrático de 1876 a 1892[6]
- Vladimir Polunin[6]
- Edward Poynter - primer catedrático de la escuela[1]
- Paula Rego[9]
- Randolph Schwabe - catedrático de 1930 a 1948[10]
- Philip Wilson Steer[6]
- Henry Tonks[6]

## Alumnos
- Zainul Abedin[7]
- Eileen Agar[6]
- Michael Andrews[7]
- Kenneth Armitage[10]
- Raymond Briggs[7]
- Dora Carrington[11]
- GK Chesterton[6]
- Bernard Cohen[7]
- Ithell Colquhoun[6]
- Evelyn De Morgan[4]
- Mark Gertler[11]
- Spencer Gore[8]
- Duncan Grant[11]
- Eileen Gray[8]
- Kate Greenaway[4]
- Richard Hamilton[7]
- Derek Jarman[5]
- Augustus John[6]
- Gwen John
- Bernard Leach[8]
- Wyndham Lewis[8]
- Constance Markievicz[6]
- Paul Nash[11]
- Ida Nettleship
- C. R. W. Nevinson[11]
- Ben Nicholson[11]
- William Orpen[6]
- Paula Rego[7]
- Stanley Spencer[11]
- William Townsend[6]
- Edward Wadsworth[11]